# Haplopus pulverulentus
Haplopus pulverulentus är en insektsart som först beskrevs av Gray, G.R. 1835.  Haplopus pulverulentus ingår i släktet Haplopus och familjen Phasmatidae. Inga underarter finns listade i Catalogue of Life.